# Signalteori (matematik)
Signalteori är gren inom den tillämpade matematiken som, med hjälp av matematiska modeller, behandlar stokastiska processer. Till skillnad från deterministiska signaler innehåller stokastiska signaler slumpartade element. Matematiska modeller krävs därför för att utvinna användbar information ur den oanvändbara informationen. Informationen i en signal kan till exempel vara frekvens, fas hos en bärvåg, amplitud eller tidsläge hos en puls.

## Stokastiska processer
Huvudartikel: Stokastisk process
En stokastisk process är en tidsordnad process som innehåller slumpmoment. Ett exempel på en stokastisk process är antalet bilar på en väg eller antal kunder i en affär. För att kunna ta ut användbar information ur en signal måste man kunna skilja på förändringar i signalen som är stokastiska och förändringar som utgör informationen man vill nå. 

## Matematiska modeller
Abstrakta matematiska modeller används för att ge en beskrivning av verkligheten. Modellen som används beror på vilken information man vill nå i den aktuella situationen. Ifall modellen är för generaliserande förloras den angelägna informationen hos signalen. Men om modellen för exakt blir mängden brus för stor och informationen blir svår att tolka.  

### ARMA-modellen
Ett exempel på en matematisk modell inom signalteori är ARMA-modellen.  
{\displaystyle Y(n)+a_{1}Y(n-1)+...+a_{p}Y(n-p)=X(n)+b_{1}X(n-1)+..+b_{r}X(n-r)}
där {\displaystyle Y(n)} är ett värde för en viss tidpunkt {\displaystyle n} i en signal, till exempel en talsignal, och {\displaystyle X(n)} är ett vitt brus. Koefficienterna a1-p och b1-r varierar med tiden, men kan anses vara konstanta under ett tidsfönster på upp till 40 millisekunder.  Varje värde  {\displaystyle Y(n)} beror på ett föregående värde. Samma samband finner man i  andra stokastiska processer.